# Zhudu
Zhudu (kinesiska: 朱堵, 朱堵乡) är en socken i Kina. Den ligger i provinsen Jiangsu, i den östra delen av landet, omkring 310 kilometer norr om provinshuvudstaden Nanjing.
Genomsnittlig årsnederbörd är 1 098 millimeter. Den regnigaste månaden är juli, med i genomsnitt 341 mm nederbörd, och den torraste är januari, med 10 mm nederbörd.